# 斑喉关木通
斑喉关木通（学名：Isotrema faucimaculatum）是马兜铃科关木通属的一种植物，是中国的特有植物。分布于中国的四川和云南。
檐部裂片密被紫红色疣点; 喉口小, 淡黄色或白色, 密被紫黑色斑块。